# Murder and Killing in Hell
Murder and Killing in Hell es un vídeo en formato VHS de la banda islandesa The Sugarcubes en la que se encontraba la cantante y compositora Björk. Este vídeo salió al mercado en 1992 y contiene 19 canciones grabadas en vivo en Manchester Academy March 1992.

## Lista de canciones
1. Gold
2. Deus
3. Tidal wave
4. Lucky night
5. Plastic
6. Leash called love
7. Coldsweat
8. Birthday
9. Mama
10. Regina
11. Walkabout
12. I'm hungry
13. Hit
14. Blue eyed pop
15. Hetero scum
16. Chihuahua
17. Delicious demon
18. Vitamin
19. Motorcrash

- Datos: Q11694476